# Probotector II: Return of the Evil Forces
Pour l’article homonyme, voir Probotector.
Super Contra (スーパー魂斗羅) est un jeu vidéo d'action de type run and gun développé et édité par la société japonaise Konami en 1988 sur borne d'arcade,.
Il est porté sur Nintendo Entertainment System en 1990 avec comme titre Super C en Amérique du Nord. Puis en 1992, la version européenne est distribuée sous le nom Probotector II: Return of the Evil Forces. Il s'agit du deuxième opus distribué sur NES.
Super Contra et sa version NES nord-américaine Super C font tous les deux partie de la compilation Contra Anniversary Collection parue en 2019  pour PC, PlayStation 4, Xbox One et Nintendo Switch. Quelque temps après la sortie initiale de la compilation, les versions japonaises ont été ajoutées à la collection lors d'une mise à jour gratuite de Konami.